# Эмоциональный шантаж
Эмоциональный шантаж — термин, популяризированный психотерапевтом Сьюзен Форвард в отношении контроля над людьми в отношениях, а также теории, согласно которой страх, обязательство и вина — это динамика транзакций, действующих между контролирующим и контролируемым человеком. Важен для понимания того, как справиться со своими собственными побуждениями делать вещи, которые неудобны, нежелательны, обременительны или требуют самопожертвования ради других.

## Общие положения
Первое задокументированное использование термина «эмоциональный шантаж» — в 1947 году в журнале Национальной ассоциации деканов женщин в статье «Климат эмоционального шантажа». Этот термин использовался для описания одного типа проблемной модели управления классом, часто используемой учителями. В начале 1970-х годов термин «эмоциональный шантаж» использовался для описания стратегии воспитания, наблюдаемой среди матерей нескольких детей.
Участники эмоционального шантажа — два человека, у которых сложились близкие личные или интимные отношения (родитель и ребёнок, супруги, братья и сестры, два близких друга). Дети  используют особые послания и эмоциональный шантаж для продвижения своих интересов в семейной системе.
Эмоциональные шантажисты используют в своих целях следующие эмоции контролируемых ими людей:
- страх;
- обязательство;
- чувство вины.

Зная, что кто-то из близких хочет любви, одобрения или подтверждения личности и самоуважения, шантажисты могут угрожать лишить его этого (например, лишить любви) или вообще отнять, заставляя второго человека чувствовать, что он должен заслужить их. 
Страх, обязательство или чувство вины обычно называют «ТУМАН» (ориг. «F.O.G.» – fear, obligation, guilt). Аббревиатура ТУМАН описывает что-то, что скрывает и путает ситуацию или чей-то мыслительный процесс.
Человек, который действует контролирующим образом, часто хочет чувствовать себя любимым, находящимся в безопасности, ценным, поддерживаемым, нужным. Проблема заключается в методах, которыми эмоциональный шантажист добивается того, чего хочет, или в нечувствительности к нуждам других. Он делает то, что других людей беспокоит и заставляет реагировать .
Под давлением другой человек может стать заложником, вынужденным действовать из-за угрозы ответственности за психическое расстройство шантажиста. Жертва может привыкнуть к тому, что другой человек контролирует её решения и поведение, теряясь в том, что Дорис Лессинг назвала «своего рода психологическим туманом».
Эмоциональный шантаж может иметь место в романтических отношениях. Для предотвращения развода эмоциональный шантажист может предупредить партнёра о финансовом давлении или о том, что не позволит общаться с детьми. Такие действия могут разозлить жертву, поскольку она почувствует, что её контролируют и вызвать нездоровые реакции.

## Типы
Выделяют четыре вида шантажа, каждый из которых имеет свой собственный стиль психологических манипуляций:
| Тип                                             | Пример |
| ----------------------------------------------- | --- |
| Угроза карателя                                 | Ешьте еду, которую они приготовили для вас, иначе они причинят вам вред.                                           |
| Угроза самокарателя                             | Ешьте еду, которую они приготовили для вас, иначе они навредят себе.                                               |
| Угроза страдальца                               | Ешьте еду, которую они приготовили для вас. Они берегли её для себя. Они задаются вопросом, что теперь произойдет. |
| Угроза тантализатора (соблазнителя, искусителя) | Ешьте еду, которую они приготовили для вас, и вы можете получить или не получить действительно вкусный десерт.     |

## Закономерности и характеристики

### Пристрастия
Наркоманы часто верят, что умение контролировать ситуацию гарантирует успех и счастье в жизни. Такой навык выживания обычно приобретается в детстве. Пока они устанавливают правила, никто не сможет загнать их в угол своими чувствами.

### Психическое заболевание
К контролю поведения предрасположены люди со следующими психическими расстройствами:
- параноидное расстройство личности[12]
- пограничное расстройство личности[13]
- нарциссическое расстройство личности[14].

Люди с пограничным расстройством личности и деструктивные нарциссы особенно склонны к эмоциональному шантажу.
Однако их действия могут быть импульсивными и движимыми страхом и отчаянным чувством безнадежности, а не продуктом какого-либо сознательного плана.

### Созависимость
При созависимости часто снижен приоритет собственных потребностей и присутствует чрезмерная озабоченность потребностями других. Созависимость может возникнуть в любом типе отношений, включая семейные, рабочие, дружеские, романтические, отношения со сверстниками или сообществом.

### Потреблудие и дети
Потреблудие — неуверенность в статусе, которая была связана с паттерном детского обучения, в результате которого жертвы «подвергались форме эмоционального шантажа в детстве. Любовь их матерей надо было заслужить.».

### Тренировка ассертивности
Результатом обучения ассертивности является отказ от бесплодных перебранок или от борьбы за власть с эмоциональным шантажистом. Рекомендуется повторять нейтральное заявление, например: «Я понимаю, что вы так чувствуете», или, если вас заставляют есть, скажите «Нет, спасибо, я не голоден». Людей учат держать свои высказывания в определённых границах, чтобы не поддаваться принуждению, эмоциональному шантажу или издевательствам.

## Восстановление
Методы сопротивления эмоциональному шантажу включают в себя:
- укрепление личных границ;
- сопротивление требованиям;
- выработку заявления о силе — решимости выдержать давление;
- выигрыш времени для слома старых стереотипов.

Воссоединиться с автономными частями личности, которые шантажист подавил, нелегко. Человек может испытывать чувство вины на основе эмоционального шантажа, даже признавая вину надуманной и иррациональной, но при этом быть в состоянии сопротивляться сверхкомпенсации и игнорировать попытки шантажиста привлечь внимание посредством истерики. Однако последовательное игнорирование манипуляций в дружеской манере может привести к её усилению и угрозам разлучения или к обвинениям в «сумасшествии» или «домашнем вредительстве».

## Отражение в культуре
- Анджела Картер описала «Красавицу и Чудовище» как эмоциональный шантаж со стороны Чудовища как средство контроля над своей целью — Красавицей[22].
- Писательница Дорис Лессинг утверждала: "К пяти годам я стала экспертом в области эмоционального шантажа."[23]

## Критика
В популярной психологии идея эмоционального шантажа неправильно понималась как защита от любой формы сочувствия или уважения к другим.
Подстрекательские термины «шантаж» и «манипуляция» поляризуют и предполагают преднамеренность и злой умысел, что часто не так. Управление поведением и подчинение — это сделка между двумя людьми, в которой оба играют свою роль.